# 柴島
柴島（くにじま）は、大阪府大阪市東淀川区にある町名。現行行政地名は柴島1丁目から柴島3丁目。

## 地理
東淀川区の南西部に位置し、北東に東淡路、北西に東中島、南西に淀川区西中島と接している。

### 河川
- 淀川

## 世帯数と人口
2019年（平成31年）3月31日現在の世帯数と人口は以下の通りである。
| 丁目       | 世帯数    | 人口    |
| ---------- | --------- | ------- |
| 柴島一丁目 | 178世帯   | 204人   |
| 柴島二丁目 | 1,399世帯 | 2,134人 |
| 柴島三丁目 | 498世帯   | 1,035人 |
| 計         | 2,075世帯 | 3,373人 |

### 人口の変遷
国勢調査による人口の推移。
| 1995年（平成7年）  | 3,468人 | [ 5 ] |  |
| 2000年（平成12年） | 3,452人 | [ 6 ] |  |
| 2005年（平成17年） | 3,551人 | [ 7 ] |  |
| 2010年（平成22年） | 3,332人 | [ 8 ] |  |
| 2015年（平成27年） | 3,456人 | [ 9 ] |  |

### 世帯数の変遷
国勢調査による世帯数の推移。
| 1995年（平成7年）  | 1,741世帯 | [ 5 ] |  |
| 2000年（平成12年） | 1,825世帯 | [ 6 ] |  |
| 2005年（平成17年） | 2,034世帯 | [ 7 ] |  |
| 2010年（平成22年） | 1,957世帯 | [ 8 ] |  |
| 2015年（平成27年） | 2,003世帯 | [ 9 ] |  |

## 事業所
2016年（平成28年）現在の経済センサス調査による事業所数と従業員数は以下の通りである。
| 丁目       | 事業所数 | 従業員数 |
| ---------- | -------- | -------- |
| 柴島一丁目 | 15事業所 | 282人    |
| 柴島二丁目 | 43事業所 | 426人    |
| 柴島三丁目 | 18事業所 | 57人     |
| 計         | 76事業所 | 765人    |

## 交通

### 鉄道
- 阪急電鉄
  - 千里線 柴島駅
  - 京都本線 崇禅寺駅

### 道路
- 大阪府道14号大阪高槻京都線
- 大阪府道134号熊野大阪線

## 施設
- 大阪府立柴島高等学校
- 大阪市立柴島中学校
- 柴島神社
- 法華寺
- 善教寺
- 大阪市水道局 柴島浄水場
- 淀川キリスト教病院
- 東淀川柴島郵便局

## その他

### 日本郵便
- 〒533-0024[3]（集配局：東淀川郵便局[11]）